# Sergiusz Karpiński
Sergiusz Karpiński (ur. 12 czerwca 1952 w Katowicach) – polski polityk, samorządowiec, nauczyciel, poseł na Sejm II kadencji.

## Życiorys
W 1975 ukończył studia na Wydziale Matematyczno-Fizyczno-Chemicznym Uniwersytetu Śląskiego. Pracuje jako nauczyciel matematyki w szkole podstawowej w Bytomiu, jest też działaczem Związku Nauczycielstwa Polskiego. Należał przez wiele lat do Polskiej Zjednoczonej Partii Robotniczej.
Pełnił funkcję posła na Sejm II kadencji, wybranego z listy Unii Pracy w okręgu katowickim. Po zakończeniu pracy w parlamencie przeszedł do Sojuszu Lewicy Demokratycznej (z jego rekomendacji kandydował w 2001 bez powodzenia do Senatu). Od 1998 do 2010 zasiadał w sejmiku śląskim. W 2006 został wybrany jako przedstawiciel SLD z ramienia koalicji Lewica i Demokraci. W latach 2002–2006 zajmował stanowisko wicemarszałka województwa. W 2010 bez powodzenia ubiegał się o mandat radnego Katowic.